# Hans Nägle
Hans Nägle (8 febbraio 1902 – ...) è stato un bobbista tedesco.

## Biografia
Ai II Giochi olimpici invernali (edizione disputatasi nel 1928 a Sankt Moritz, Svizzera) vinse la medaglia di bronzo nel Bob a 4 con i connazionali Valentin Krempl, Hans Hess, Sebastian Huber e Hanns Kilian partecipando nella prima squadra tedesca, arrivando dietro alle due statunitensi.
Il tempo totalizzato fu di 3:21,9, con un minimo distacco dalla prima e seconda nazionale classificata (3:20,5 e 3:21,0 gli altri tempi medagliati).